# Fekete Macska (Marvel Comics)
Fekete Macska, eredeti nevén Felicia Hardy egy kitalált szereplő, antihős a Marvel Comics képregényeiben.